# L'Habile Maria
Pour plus de détails, voir Fiche technique et Distribution.
L'Habile Maria (Марья-искусница, Maria Iskustnitsa) est un film soviétique réalisé par Alexandre Rou, sorti en 1959.

## Fiche technique
- Titre original : Марья-искусница, Maria Iskustnitsa
- Titre français : L'Habile Maria
- Réalisation : Alexandre Rou
- Scénario : Evgueni Schwartz
- Photographie : Dmitri Sourenski
- Musique : Andreï Volkonski
- Son : Anatoli Dikan
- Pays d'origine : URSS
- Format : Couleurs - 35 mm - Mono
- Genre : Film pour enfants
- Durée : 74 minutes
- Date de sortie : 1959

## Distribution
- Mikhaïl Kouznetsov : vieux soldat
- Anatoli Koubatski : Vodokrout XIIIe
- Ninelle Mychkova : Maria
- Viktor Perevalov : Ivanouchka
- Olga Khachapuridze : Alionuxhka
- Gueorgui Milliar : Kvak
- Sergueï Troïtski : Altyn Altynych
- Vera Altaïskaïa : Tiotouchka-Nepogodouchka
- Valentin Bryleïev : pirate
- Aleksandr Khvylia : grand savant
- Nikita Kondratiev : coq amphibien